# Alexandre Afonso Nunes

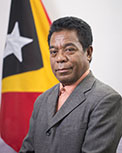
Alexandre Afonso Nunes

Alexandre (Alexandrino) Afonso Nunes (* 28. Januar 1965 in Bobonaro, Portugiesisch-Timor) ist ein Politiker aus Osttimor. Er ist Mitglied der Partido Democrático (PD).

## Politischer Werdegang
2011 wurde Nunes zum Leiter der Abteilung für landwirtschaftliche Entwicklung in Bobonaro ernannt.
Bei den Wahlen 2017 stand Nunes auf Listenplatz 10 der Partei. Die PD gewann zwar nur sieben Sitze, allerdings verzichteten drei vorplatzierte Kandidaten auf ihren Sitz, so dass Nunes als Abgeordneter in das Nationalparlament Osttimors nachrückte. Bei den Parlamentswahlen 2018 verpasste Nunes erneut den Einzug in das Parlament auf Listenplatz 8.
Bei den Parlamentswahlen 2023 kandidierte Nunes auf Platz 4 der Liste der  PD und zog in das Nationalparlament ein. Am 26. Juni wurde er in der zweiten Parlamentssitzung zum zweiten Vizepräsidenten des Parlaments gewählt.